# 2020년 벨라루스 대통령 선거
2020년 벨라루스 대통령 선거(벨라루스어: Выбары Прэзідэнта Рэспублікі Беларусь 2020 года)는 2020년 8월 9일 일요일 벨라루스에서 행해진 대통령 선거이다.

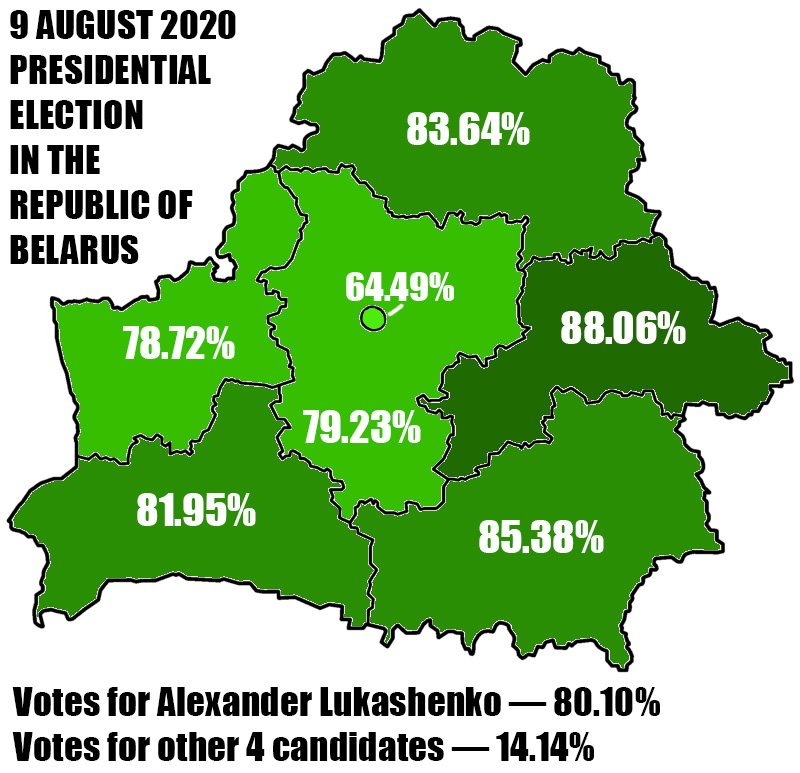
지역별 득표 결과

대통령은 5년 임기로 직접 선출되었다. 현직 알략산드르 루카셴카는 여섯 번째로 재선에 성공하였다. 야당 후보인 스뱌틀라나 치하노우스카야는 자신을 선거의 승자로 선언하고 루카셴카에게 협상을 촉구하며, 그녀의 선거 캠페인팀은 공식 결과에 대해 '장기적인 시위'를 할 준비가 되어있다고 밝혔다.

## 같이 보기
- 벨라루스의 대통령